# Officine di Cittadella
La société Officine Meccaniche di Cittadella est un constructeur ferroviaire italien, spécialiste dans le domaine ferroviaire et tramviaire. Créée à Cittadella, petite ville de la province de Padoue en 1946, la société a été intégrée au groupe Firema Trasporti Spa en 1993.

## Histoire
Le nom « Cittadella » provient de la ville de la province de Padoue où était située l'usine à sa création, en 1946.
À son origine, la société était orientée vers la maintenance et la reconstruction de matériel ferroviaire roulant, wagons de marchandises et voitures voyageurs. Elle s'est également spécialisée dans la maintenance des wagons blindés de l'armée italienne.
Au début des années 1980, alors que la crise du secteur ferroviaire battait son plein, elle profita de son expérience en matière de maintenance et de reconstruction pour entreprendre la construction sur commande spécifique de voitures de voyageurs Grand confort et voitures restaurant spéciales.
Elle fut chargée par les FS d'assurer la restructuration des rames ETR220 et des locomotives FS E646 et réalisa également plusieurs modèles prototypes de tramways à plancher ultra bas et des wagons spéciaux pour les FS.
Durant cette période de crise du secteur, les difficultés financières qui en découlaient, la société fut reprise par son concurrent local, les Officine Meccaniche della Stanga puis, en 1993, à l'incorporation dans Firema, le nouveau consortium italien créé pour sauver toutes les petites entreprises spécialisées du secteur en difficulté.